# Lou Charmelle
Lou Charmelle (Périgueux, 8 de octubre de 1983) es una actriz pornográfica y modelo erótica francesa retirada.

## Biografía
Lou Charmelle nació en octubre de 1983 en la ciudad de Périgueux, situada en el departamento francés de Dordoña, ubicado en la actual región de Nueva Aquitania, en una familia de origen magrebí, concretamente de Túnez.
Descubrió la industria pornográfica a finales de 2007, en una visita al Salón Erótico de Burdeos. Aquí se cruzó con el director de cine Fabien Lafait, quien le propuso entrar a grabar sus primeras escenas. Debutaría en febrero de 2008, a los 24 años de edad, grabando su primera escena en Serveuses a la carte.
Como actriz ha trabajado para diversos estudios como Evil Angel, Elegant Angel, Digital Sin, Brazzers, Digital Playground, Zero Tolerance, Kick Ass, Reality Kings, Marc Dorcel Fantasies, 21Sextury, 3rd Degree o Harmony Films, entre otros.
Recibió sendas nominaciones en los Premios AVN en 2011 y 2012 en la categoría de Artista femenina extranjera del año.
En 2013 dirigió Lou Charmelle: My Fucking Life, única película tras las cámaras en la que también participó. Se retiró como actriz pornográfica en 2016, habiendo participado en algo más de 190 películas como actriz.
Además de su carrera en la industria pornográfica, es de las pocas actrices que ha dicho públicamente que ha trabajado como escort en Suiza, "a través de una agencia muy prestigiosa".
Alguno de sus trabajos destacados fueron Ass-ential, Buy a Bride, Dressing For Sex, Evil Anal 12, Flash Brown, Gangland 81, Girl On Girl Fantasies 4, Initiation of Lou Charmelle, Orgy, Sucku7ent Seven o Thrilla In Vanilla 7.

## Premios y nominaciones
| Año  | Ceremonia             | Resultado | Premio                              | Trabajo |
| ---- | --------------------- | --------- | ----------------------------------- | ------- |
| 2009 | Hot d'or              | Nominada  | Mejor debutante francesa            | —       |
| 2009 | Hot d'or              | Nominada  | Mejor actriz francesa               | —       |
| 2011 | Premios AVN           | Nominada  | Artista femenina extranjera del año | —       |
| 2012 | Premios AVN           | Nominada  | Artista femenina extranjera del año | —       |
| 2013 | Erotic Loungue Awards | Nominada  | Premio fan: Beste Darstellerin      | —       |